# パーシヴァル
パーシヴァル卿（英: Sir Percival / Perceval） はアーサー王伝説に登場する円卓の騎士の一人。聖杯探索の関連で最も有名な人物の一人。多くの国で長い時代に亘り語り継がれたため、言語・作品によってパーシヴァル、パースヴァル（以上英語）ペルスヴァル、ペルレスヴォー（以上フランス語）、パルジファル、パルツィファル、パルツィヴァール、パルチヴァール（以上ドイツ語）など様々な呼び方がある。ペルスヴァル（Perceval）の語源としては、 perce（貫く）+val（谷）、すなわち「谷を駆け抜ける者」が有力である。ウェールズに伝わる伝説の英雄ペレドゥルを原型と見なす見方がある。
物語・版によりパーシヴァルの出生には様々な設定があるが、ほとんどの場合に高貴な出生で、父はペリノア王（マロリー『アーサー王の死』）あるいはガハムレトという設定。母は名前が出てこない場合もあるが、物語において重要な役割を担う。また家族や一族として様々な人物が登場する。彼の姉は無名であったり物語によりディンドランとも呼ばれ、聖杯捧持の役を担う場合もある。
彼がペリノアの息子の話ではトー卿、アグロヴァル卿、ラモラック卿、ダーナー卿という兄弟が登場する。
また、息子に白鳥の騎士、ローエングリンが登場する場合（ヴォルフラム・フォン・エッシェンバッハ『パルチヴァール』巻末に「ロヘラングリーン」の名で）もある。

## パーシヴァルの物語の概要

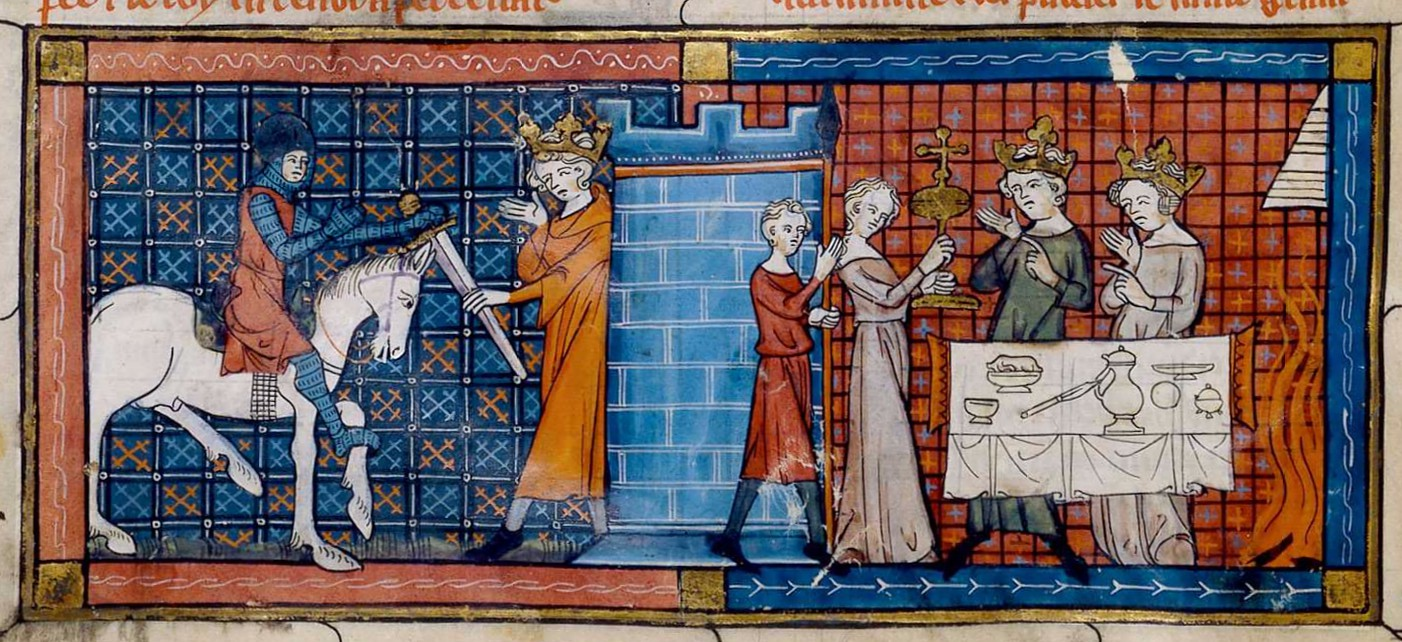
14世紀の写本挿絵に描かれたペルスヴァル（パーシヴァル）

パーシヴァルの物語において、フランス語版の最重要作品はクレティアン・ド・トロワ作『ペルスヴァルまたは聖杯の物語』、ドイツ語版ではヴォルフラム・フォン・エッシェンバッハ作『パルチヴァール』、そして、英語版ではトマス・マロリー『アーサー王の死』である。
版により写本によりその粗筋も異なるが、トマス・マロリー『アーサー王の死』に沿いつつ物語の概要を記すと以下のようになる。
父の死後、ウェールズの森の中で、母の許に、騎士社会とは無関係に育つが、そこで騎士たちと出会うことになる。
彼はそこで見た騎士に憧れ、騎士になるべくアーサー王の下へ向かう。そして、彼は自らを素晴らしい騎士であると証明でき、アーサーに騎士爵を授けられると円卓の騎士の会合に誘われ参加し、それによりパーシヴァルは円卓の騎士の一員となる事となった。
彼はその後、聖杯探索に赴き、一度失敗するが、最後にはガラハッド卿と共に聖杯探索を成功させた三人の騎士のうちの一人となる。